# Cold Lake (stad)
Cold Lake (City of Cold Lake) is een stad in de Canadese provincie Alberta, gelegen aan de zuidelijke oever van het Cold Lake, net ten westen van de provinciegrens met Saskatchewan. Ze ligt op zo'n 230 km ten noordoosten van Edmonton. Ze is met Edmonton verbonden door Alberta Provincial Highway 28.

## Bevolking
Volgens de Canadese federale census had de stad in 2011 13.839 inwoners, tegenover 11.991 in 2006. De gemeentelijke telling van 2012 resulteerde in een bevolkingsaantal van 14.400. De stad telde in 2021 15.661 inwoners.

## Geschiedenis[4]
Het gebied rond Cold Lake werd in 1790 voor het eerst in kaart gebracht door Philip Turner van de Hudson's Bay Company. Er was een tijdlang een handelspost van de Company aan de oevers van de Beaver River genaamd Beaver Crossing (zo'n 12 km ten zuiden van het meer). Maar de eerste permanente nederzetting van Europeanen in de buurt van het meer vond plaats in het begin van de twintigste eeuw. Ze leefden van landbouw, visvangst, pelsjacht en houtkap. In het midden van de jaren 1920 woonden er ongeveer 50 mensen in Cold Lake.
In het begin van de jaren 1950 werd de grote luchtmachtbasis CFB Cold Lake gebouwd nabij Grand Centre, ongeveer 9 km zuidwestelijk van Cold Lake. De keuze voor deze plaats was onder meer gebaseerd gebaseerd op de lage bevolkingsdichtheid in het gebied en de beschikbaarheid van een uitgestrekt gebied voor schietoefeningen in de buurt, de Cold Lake Air Weapons Range. Zo ontwikkelden zich drie gemeenschappen: Cold Lake zelf, dat meer en meer toeristisch gericht was; Grand Centre, dat meer verbonden was met de luchtmachtbasis, en Medley, de luchtmachtbasis zelf. In 1996 werden de drie gemeenschappen samengevoegd tot de Town of Cold Lake. In 2000 werd dit de City of Cold Lake. Grand Centre staat nu bekend als Cold Lake South.

## Economie
De plaatselijke economie steunt voornamelijk op het toerisme en de militaire vliegbasis. De olie- en gasindustrie wordt door de ontginning van de teerzanden in de omgeving een belangrijke economische factor.

## Partnerstad
- Hügelsheim